# Instituto de Estudos Superiores da Empresa
Instituto de Estudos Superiores da Empresa é uma escola privada fundada em 1958. O IESE Business School como é conhecido nos meios empresariais é a escola de pós-gradução em Administração de Empresa da Universidade de Navarra.
Está situado em Barcelona e em Madrid e conta com programas de educação a distância. É uma das escolas de negócios mais importantes do mundo, reconhecida por seus programas de MBA e "Executive MBA". Além disto oferece os programas "Global Executive MBA" e o doutorado em Administração de Empresas  no nível de PhD, assim  como programas para executivos. O "IESE Business School" da  Universidade de Navarra foi considerado pelo Financial Times e pelo Economist Intelligence Unit como sendo Top business school.
Tanto o "IESE Business School" como a Universidade de Navarra sao obras corporativas da Prelatura do Opus Dei.

## Rankings
|                                   | 2014 | 2015 | 2016 | 2017 | 2018 |
| --------------------------------- | ---- | ---- | ---- | ---- | ---- |
| FT - Global MBA                   | 7    | 7    | 16   | 10   | 11   |
| FT - MBA para MULHERES            | -    | -    | -    | -    | 14   |
| The Economist - Global MBA        | 5    | 14   | 8    | 17   | 5    |
| The Economist - Full Time MBA     | 5    |      | 8    |      | 6    |
| FT - Executive Education - Open   | 6    | 3    | 2    | 2    | 3    |
| FT - Executive Education - Custom | 3    | 1    | 1    | 1    | 1    |